# 小行星3124
小行星3124（3124 Kansas）是一颗围绕太阳公转的小行星。1981年11月3日，大衛·J·托倫在基特峰发现了此天体。
該小行星以美國的堪薩斯州命名。
这颗小行星的绝对星等为169.94770等。